# Acinodendron willdenowii
Acinodendron willdenowii là một loài thực vật có hoa trong họ Mua. Loài này được (Klotzsch ex Naudin) Kuntze mô tả khoa học đầu tiên năm 1891.